# Nation of Islam
Națiunea Islamului (în limba engleză Nation of Islam) reprezintă o mișcare religioasă apărută după anul 1930 în sânul comunității de culoare din Statele Unite ale Americii, ca o revoltă față de discrimnarea manifestată de majoritatea albă coducătoare. Mișcarea se declară a poseda un caracter mesianic, propulsând populația, printr-o forță religioasă de expresie islamică, la un stadiu de egalitate și dreptate, cu aspirații la binele întregii omeniri .

Sigla mișcării Nation of Islam cu inițialele JFEI (Justice, Freedom, Equality, Islam).

În anul 2007, mișcarea număra peste 50.000 de adepți.

## Istoric
În 1930, Wallace Fard Muhammad, un predicator musulman ambulant, ajunge la Detroit, în statul Michigan, a cărui industrie de automobile atrăsese mulți oameni de culoare dinspre Sudul sărac. El proclamă unicitatea lui Dumnezeu și, că a venit vremea ca negrii de pretutindeni din S.U.A. să se emancipeze, adoptând religia originară a africanilor, Islamul . Pentru predicile sale s-a folosit de o traducere a Coranului în limba engleză. Printre primii săi adepți s-a numărat și Elijah Poole, un tânăr care se zbătea să-și întrețină familia și care imediat, este cucerit de noul mesaj religios. Fard Muhammad îi schimbă numele, din Poole în Muhammad, acesta admițând ulterior că nu avusese, de fapt, un nume de familie adevărat – ci unul impus asupra sa, după ce-i fuseseră răpite (strămoșilor săi și - implicit - sieși) identitatea, valorile și credința originară, odată cu luarea ca sclavi a acestora cu generații în urmă . 
Elijah Muhammad, cum era astfel botezat în noua lui credință, era un ucenic extrem de devotat lui Fard Muhammad, petrecând o perioadă de trei ani și jumătate nedespărțit de maestrul său spiritual pe care îl considera un mesager divin.

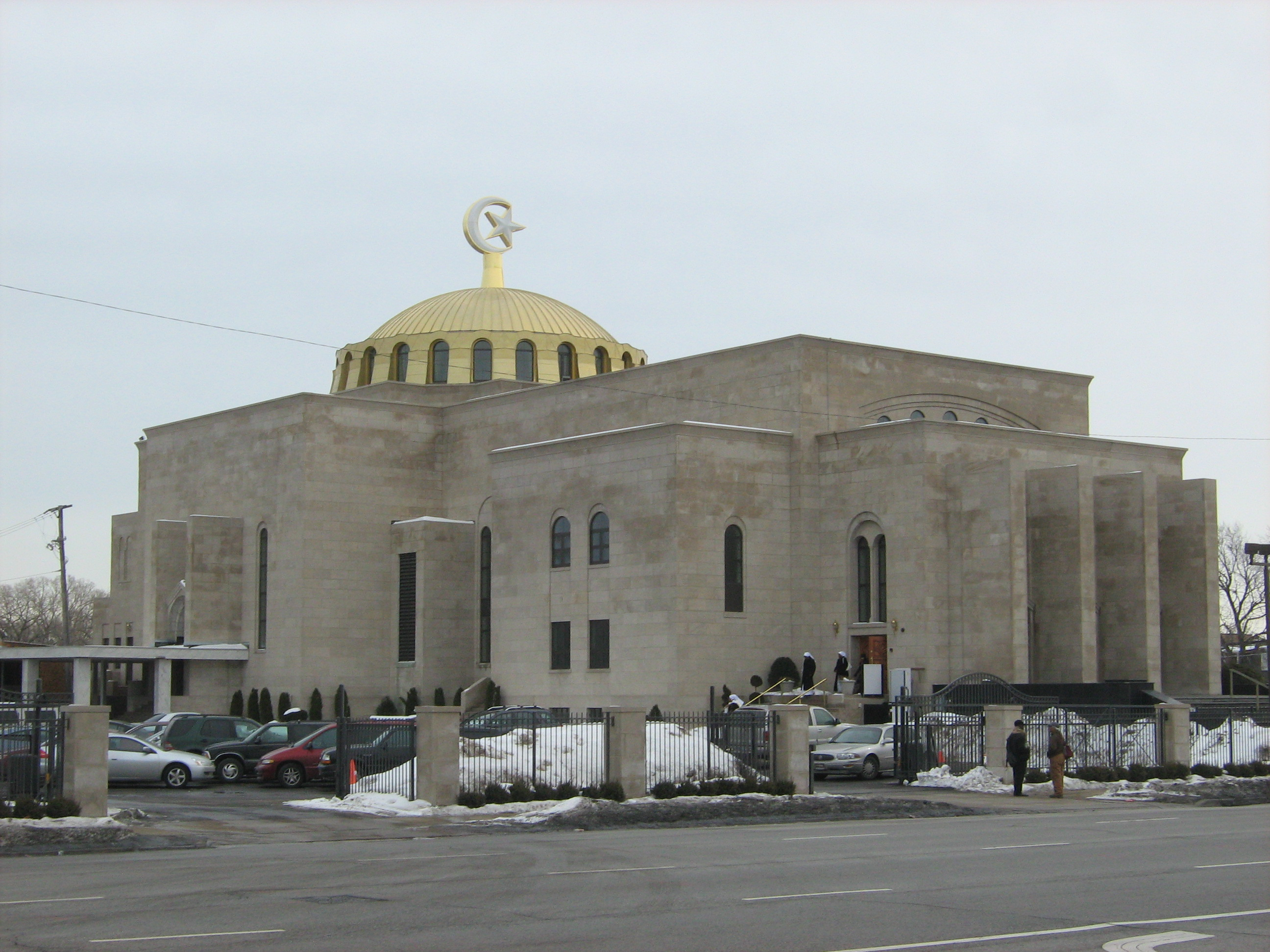
Moscheea Maryam din Chicago, cartierul general al mișcării.

Pe lângă unele inițiative economice, noua mișcare și-a propus să îmbunătățească situația comunității crescânde prin fondarea de școli pentru copiii lor, în pofida încercărilor status quo-ului controlat de albi de a-i educa prin intermediul profesorilor creștini ; spre a-și realiza țelurile, au recurs la tactici execrabile, care-i vor agresa - cu ajutorul poliției - pe Elijah Muhammad și, pe maestrul său spiritual. În timpul celui de-Al Doilea Război Mondial, sub pretextul că s-a eschivat să-și facă datoria de cetățean, este arestat. Fard Muhammad dispare în mod misterios în 1934, iar Elijah Muhammad devine liderul mișcării Nation of Islam, până la moartea sa (1975). El este cel care stabilește sediul mișcării în orașul Chicago, statul Illinois.
În 1952, cel ce va deveni Malcolm X se alătură Națiunii Islamului, fiind angajat ca purtător de cuvânt al mișcării, pe care avea să o părăsească, pentru a se converti la islamul tradițional, de rit sunnit (datorită interpretării greșite a unor acțiuni ale lui Elijah Muhammad, susține N.O.I. ). Celebrul boxer Muhammad Ali este o altă personalitate ce aderase o bună perioadă la Nation of Islam.
În anul 1965, Elijah Muhammad, considerat apostol și trimis al lui Dumnezeu, publică volumul Message to the Blackman in America, pe care adepții mișcării îl văd drept o revelație divină. Cartea acoperă o gamă largă de subiecte (islam, rasă, politică, economie) și este un mesaj pentru toți oamenii de culoare din America să renunțe la creștinism și la alte religii și să adere la mișcarea Nation of Islam.
Când Wallace Muhammad, fiul lui Elijah Muhammad, a fost ales în fruntea N.O.I., în 1975, a căutat să aducă mișcarea mai aproape din punct de vedere teologic de islamul sunnit, efort care l-a înstrăinat de mai mulți alți membri , . Un motiv central pare să fi fost deziluzia manifestată de mulți convertiți, care, deși alăturați N.O.I. în număr mare, nu rămâneau multă vreme.  Facțiunea lui W. Muhammad, acum denumită Muslim American Society (Societatea Musulmană Americană) devine marginală, iar Louis Farrakhan, unul dintre aspiranții accederii la conducerea N.O.I. înainte de moartea lui E. Muhammad, re-instituie învățăturile lui Elijah Muhammad. În pofida acesteti schisme, cei doi par să dea dovadă de reconciliere când se îmbrățișează de sărbătoarea Savior’s Day (Ziua Mântuitorului – se referă la fondatorul N.O.I., Wallace Fard Muhammad) în anul 2000. Dar, în 2007, cu un an înainte de moartea sa, Wallace Muhammad (cunoscut, după 1980 sub numele de Warith Deen Muhammad) condamnă rasismul manifestat de N.O.I. 

## Credințe
Nation of Islam propagă credințe în multe aspecte identice cu islamul tradițional precum, monoteism islamic (tawḥīd), profesiunea credinței în Profetul Muhammad, în Coran și în toate scripturile divine. Biblia, susțin membrii N.O.I., a fost supusă unor schimbări, de-a lungul istoriei, de natură să nu o mai poată face o scriptură perfectă, cu mesajul divin intact.  Mișcarea se identifică puternic cu islamul, considerându-l o religie africană, Religia Adevărului și cea originară a rasei negre. Fiecare afro-american trebuie să aspire să adere la învățăturile islamului. În ciuda faptului că Nation of Islam proclamă toate acestea, N.O.I. îl identifică pe Allah (Dumnezeu) cu o ființă umană (Wallace Fard Muhammad), crede într-o segregare rasială la nivel mondial , susține existența unui profet de după Muhammad (Elijah Muhammad), lucru de neconceput pentru musulmani. Unele dintre învățăturile lor pot fi catalogate drept panteiste. Din această cauză, musulmanii nu recunosc mișcarea Nation of Islam ca făcând parte din islam.
Credința în învierea morților este considerată metaforică, sugerându-se ideea de înviere a minții oamenilor de culoare din S.U.A., care, fiind cei mai oprimați, cu siguranță își vor găsi primii mângâierea divină, acordată celor ce o merită pe deplin [1].
Nation of Islam respinge creștinismul pe care îl consideră o expresie a supremației albilor și o unealtă prin care strămoșii lor au fost transformați în sclavi prin botezuri forțate, o religie a albilor, doar pentru albi și, impusă strămoșilor lor. Din această cauză negrii trebuie să o părăsească și să adere la islam, schimbându-și numele ce amintesc de perioada sclaviei. De asemenea, adepții mișcării susțin că religia creștină nu are nicio bază logică și rațională.
Nation of Islam consideră că negrii americani trebuie să se lepede de „numele de sclavi”, care au fost date de stăpânii strămoșilor lor de dinainte de abolirea sclaviei. Se dorește o așa-zisă separare a populației maltratate de culoare, de cea albă, caucaziană, care nu a reușit să-i integreze cu adevărat. Profețiile mesianice creștine și islamice s-au împlinit în persoana fondatorului, Wallace Fard Muhammad, care a fost și întruparea efectivă a lui Dumnezeu, în carne și oase [1]. De asemenea, se mai consideră împlinită și profeția că Dumnezeu îi va mai comunica o revelație ulterioară – prin Fard Muhammad și Elijah Muhammad, noul apostol al lui Dumnezeu pentru populația neagră [2]. Această revelație este cuprinsă în cartea Message to the Blackman in America a lui Elijah Muhammad, publicată în anul 1965.
Nation of Islam au și o serie de mituri pe care le ridică la rangul de adevăruri științifice. Ei cred că Africa și Asia formau cândva un singur continent și că acolo trăia cea mai veche rasă a umanității, tribul lui Shabbaz, din care descinde populația negroidă. Acest trib mitic ar fi fost originar din zona Meccăi și ar fi populat zona Africii și a Asiei, baza marii civilizații antice, între care Egiptul. În schimb, rasa albă ar fi fost rezultatul unor experimente făcute acum 6.600 de ani în insula Patmos de către un negru originar din Mecca numit Yakub, identificat cu biblicul Iacob. Yakub ar fi creat rasa albă drept răzbunare, ei fiind astfel răi, violenți, fără șanse de mântuire. De aceea, Nation of Islam susține că, la momentul potrivit, Fard Muhammad se va întoarce cu un OZN, va eradica total rasa albă, și va forma o utopie. De asemenea, mișcarea respinge teoria evoluționistă și exclude existența dinozaurilor. Din cauza acestor idei ce țin de teoria conspirației, unii cercetători din domeniul istoriei religiilor includ Nation of Islam în categoria religiilor OZN. Din acest motiv, mișcarea este catalogată drept rasistă.
În ceea ce privește serviciul religios, acesta este o combinație între serviciul religios evanghelic, specific mișcărilor neoprotestante și rugăciunile tradiționale islamice. De asemenea, moscheile mișcării Nation of Islam sunt atipice. Spre deosebire de moscheile tradiționale, moscheile N.O.I au scaune, bănci și strane asemănătoare bisericilor.